# Idźki-Wykno
Idźki-Wykno – wieś w Polsce położona w województwie podlaskim, w powiecie wysokomazowieckim, w gminie Sokoły.
Zaścianek szlachecki Wykno należący do okolicy zaściankowej Idzki położony był w drugiej połowie XVII wieku w powiecie suraskim ziemi bielskiej województwa podlaskiego. W latach 1975–1998 miejscowość administracyjnie należała do województwa łomżyńskiego.
Wierni kościoła rzymskokatolickiego należą do parafii  Wniebowzięcia NMP w Sokołach.

## Historia
Pod koniec wieku XIX miejscowość należała do gminy i parafii Sokoły w powiecie mazowieckim. W pobliżu kilka innych wsi tworzących tzw. okolicę szlachecką Idźki:
- Idźki-młynowskie
- Idźki-wykno
- Idźki-średnie

W roku 1921 naliczono tu 10 budynków z przeznaczeniem mieszkalnym oraz 62 mieszkańców (34 mężczyzn i 28 kobiet). Wszyscy podali narodowość polską i wyznanie rzymskokatolickie.